# Musée Petrie d'archéologie égyptienne
Pour les articles homonymes, voir Petrie.
Le musée Petrie d'archéologie égyptienne (Petrie Museum of Egyptian Archaeology) est un musée égyptologique britannique fondé à Londres (Royaume-Uni) à la fin du XIXe siècle.
C'est, avec le Grant Museum of Zoology, l'UCL Art Collections , The Institute of Archaeology Collections, The Geology Collections, The Ethnography Collections  et The Science Collections, l'un des musées de l'University College de Londres.
Dépendant de l'Institut d'archéologie, le musée contient plus de 80 000 objets historiques et contient l'une des plus grandes collections d'objets égyptiens antiques au monde. Il n'est dépassé que par le musée égyptien du Caire, le British Museum de Londres et l'Ägyptisches Museum de Berlin quant au nombre d'objets.

## Situation
Le musée Petrie se trouve sur Malet Place, près de la Science library de l'University College de Londres et de Gower Street. Il abrite une petite boutique de souvenirs. Certaines collections ne sont pas éclairées afin de les préserver, et des torches sont fournies pour les regarder.
Le musée est ouvert tous les jours sauf le dimanche et le lundi, l'entrée est gratuite.
Le musée est divisé en trois galeries. La troisième et dernière galerie est accessible par un escalier. La seconde galerie (qui se trouve à l'emplacement d'anciennes étables) contient les petits objets et les collections de vêtements, ainsi que des tablettes d'écritures et des momies. La première galerie, située à l'entrée du musée, contient principalement des poteries.

## Historique
Le  noyau de la collection vient d'objets offerts par l'écrivain Amelia Edwards, qui en 1892 a fait don de sa collection à l'University College de Londres à l'occasion de la création d'une chaire d'égyptologie. Le musée a été fondé pour servir de ressources au département d'égyptologie et de philologie nouvellement créé.
Le premier professeur d'égyptologie, William Matthew Flinders Petrie, dirigea plusieurs fouilles importantes en Égypte, et en 1913, il revendit ses découvertes à l'UCL, transformant ainsi le musée en l'une des plus importantes collections d'objets égyptiens hors de l'Égypte. Petrie fouilla de nombreux sites importants pendant sa carrière, dont les cimetières de la période romaine à Hawara, célèbre pour ses portraits de momies dans le style classique romain ; Amarna, l'ancienne ville du pharaon Akhenaton ; et la première véritable pyramide, à Meïdoum, où il découvrit les plus anciennes traces de momification.
La collection et la bibliothèque égyptiennes furent rangées en galeries dans l'université, et un guide fut publié en 1915. La plupart des visiteurs étaient des étudiants et des professeurs, les galeries n'étaient pas ouvertes au public. Petrie quitta l'UCL en 1933, mais ses successeurs continuèrent d'enrichir les collections, à partir de fouilles menées dans d'autres régions d'Égypte et au Soudan. Pendant la Seconde Guerre mondiale (1939-1945), les collections égyptiennes furent retirées du musée et emportées hors de Londres afin de les préserver. Au début des années 1950, elles furent replacées dans une ancienne étable adjacente à la Science library de l'UCL, où elles se trouvent toujours.

## Collections

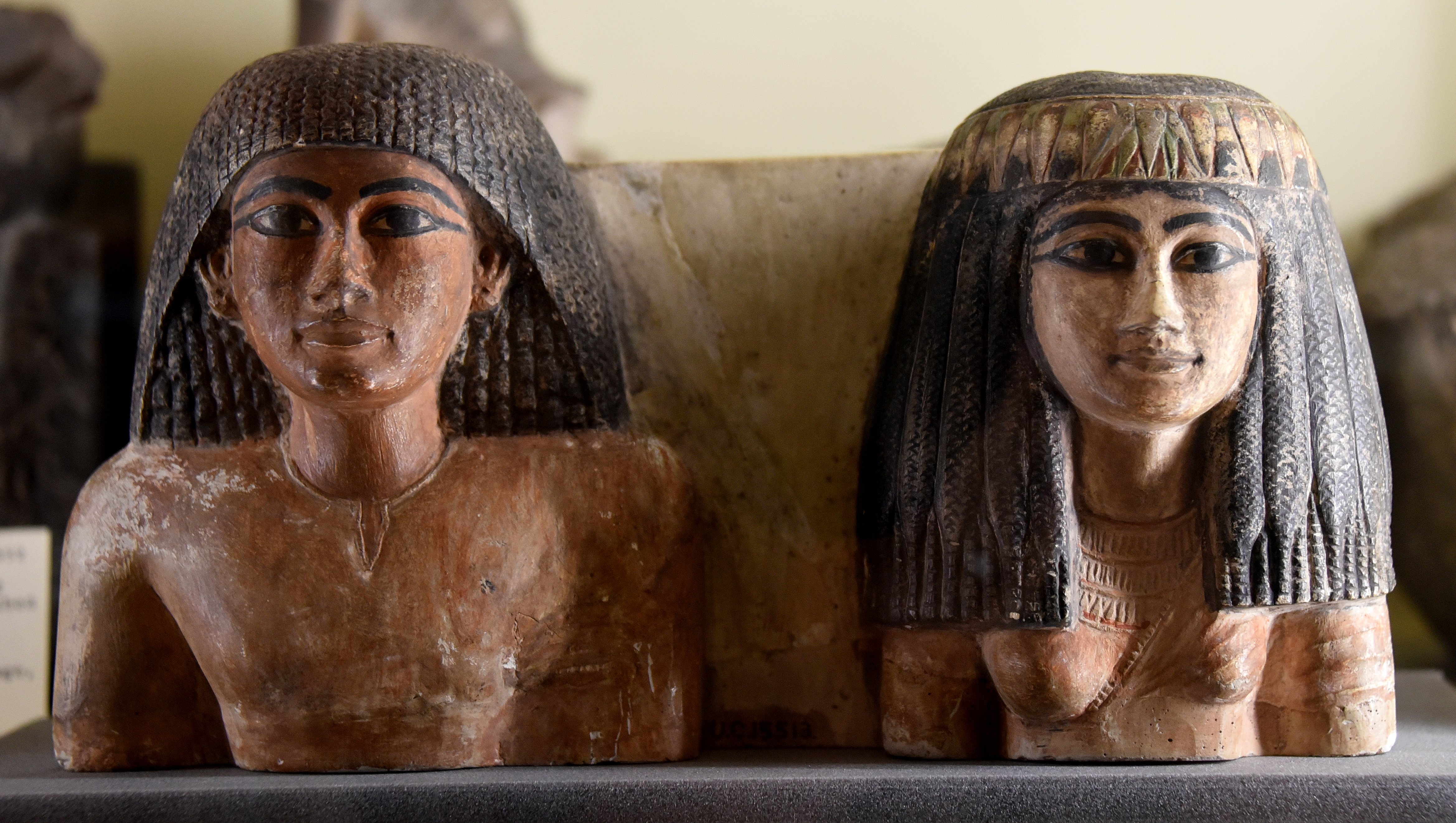
Partie supérieure d'une statuette représentant une femme égyptienne et son mari, XVIIIe dynastie.

Les collections sont pleines de « premiers » : une des plus anciennes pièces de lin d'Égypte (vers 5000 avant notre ère), deux lions du temple de Min à Coptos, appartenant au premier groupe de sculpture monumentale (vers 3000 avant notre ère), un fragment du premier calendrier (vers 2900 avant notre ère), le plus ancien objet de métal égyptien, les premières pièces de fer forgé, le plus ancien exemple de travail du verre, le plus ancien « sceau » d'Égypte (vers 3500 avant notre ère), le plus ancien testament sur papyrus, le plus ancien papyrus gynécologique, le seul papyrus vétérinaire connu de l'Égypte ancienne, et le plus ancien dessin d'architecture, celui d'un temple (vers 1300 avant notre ère).
Les costumes sont un élément important de la collection. En plus du plus ancien vêtement égyptien connu, le musée renferme une robe de perles d'une danseuse de l'âge des pyramides (vers 2400 avant notre ère), deux robes à manches longues de la même période, une armure du palais de Memphis, ainsi que des chaussettes et des sandales de la période romaine. La collection contient également des œuvres d'art de l'époque d'Akhenaton : des tuiles colorées et des fresques, ainsi que des œuvres venant d'importantes villes et tombes d'Égypte et de Nubie. On y trouve également la plus grande collection au monde (après celle du musée égyptien du Caire) de portraits mortuaires de la période romaine, dits portraits du Fayoum (Ier et IIe siècles).
Le musée abrite également le fragment de la pierre des annales de la Ve dynastie, qui était probablement placée autrefois dans le sanctuaire solaire du roi Niouserrê à Abousir. Ce fragment, appelé P1 par les spécialistes, fait peut-être partie, tout comme la pierre du Caire (fragment du Caire n° 1) avec les fragments du Caire n° 2-5 et la pierre de Palerme, d'une seule et même pierre d'annales importante, qui contenait les noms des rois de l'époque prédynastique jusqu'à la Ve dynastie (2504-2347 av. J.-C.).
| Objet | Description | Origine et datation                                                                   |
| ----- | --- | ------------------------------------------------------------------------------------- |
|       | Bouteille en albâtre Bouteille de pèlerin en albâtre, montée sur or avec un pied en argent. Inscription avec des cartouches de Ramsès II et Néfertari. | Thèbes XIXe dynastie                                                                  |
|       | Égide de bronze d'Isis Égide de bronze d'Isis, qui porte une perruque tripartite avec douze serpents uraeus. | Saqqarah, H5-228 Période ptolémaïque, XXXe dynastie.                                  |
|       | Collier amarnien en faïence Collier amarnien à huit rangées de perles de nombreuses formes et couleurs : grappes de raisin, pétales blancs, pétales rouges, dattes rouges, mandragores jaunes, dattes jaunes, pendentifs turquoise, fleurs de maïs vertes et bleues et feuilles de palmier vertes. La 11e perle turquoise à droite porte le cartouche d'Akhenaton. | Amarna XVIIIe dynastie.                                                               |
|       | Portrait du Fayoum Portrait de momie du Fayoum : panneau de tilleul mince avec portrait de jeune homme à l'encaustique, avec une barbe et une moustache bouclées et claires. La forme du visage, des oreilles et des sourcils a été délimitée à l'aide d'un outil pointu.                                                                                          | Tombe de la nécropole de Hawara, fouillée par Flinders Petrie. Ier siècle/IIe siècle. |
|       | Portrait du Fayoum Portrait de momie de Fayoum. Panneau de tilleul mince avec portrait de jeune homme à l'encaustique, cheveux noirs, rasé avec un filet d'or. | Tombe de la nécropole de Hawara, fouillée par Flinders Petrie. Ier siècle/IIe siècle. |